# Purbeck Mineral and Mining Museum

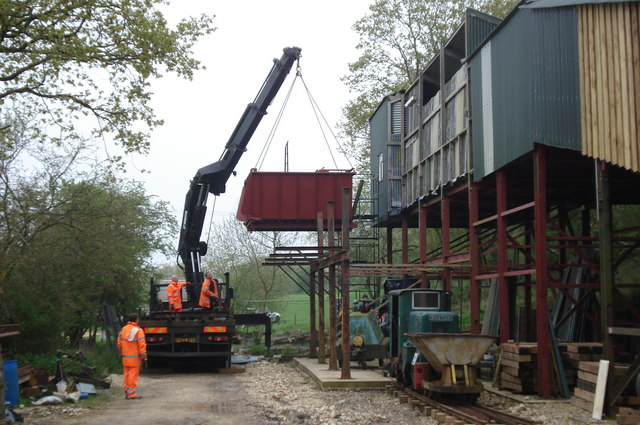
Purbeck Mineral and Mining Museum während des Baus, 2008

Das Purbeck Mineral and Mining Museum ist ein Museum zu den Themen Purbeck Ball Clay, Ton-Bergbau und Schmalspurbahnen auf der Isle of Purbeck in Dorset.

## Beschreibung
Die Betreiber des Museums haben Teile eines stillgelegten Tonbergwerks an den Bahnhof Norden verlegt und darum herum eine Feldbahn mit Lokschuppen und Wagenremise eingerichtet, in denen Lokomotiven und Loren gelagert, renoviert und ausgestellt werden. Die Bahnlinie über die Brücke Nr. 15 über die normalspurige Swanage Museumsbahn auf ein Gelände, das dem Museum gehört, zu führen. Der Bauzustand der 1885 errichteten „Skew Bridge“, d. h. einer diagonal über das Bahngleis führenden Brücke, wurde 2010 von einem Bauingenieur untersucht und dem Alter entsprechend für gut befunden.
Das Museum wurde von ehrenamtlichen Mitarbeitern unter dem Management des Swanage Railway Trust aufgebaut und 2014 feierlich eröffnet. Es befasst sich unter anderem mit der Geschichte der folgenden Schmalspurbahnen:

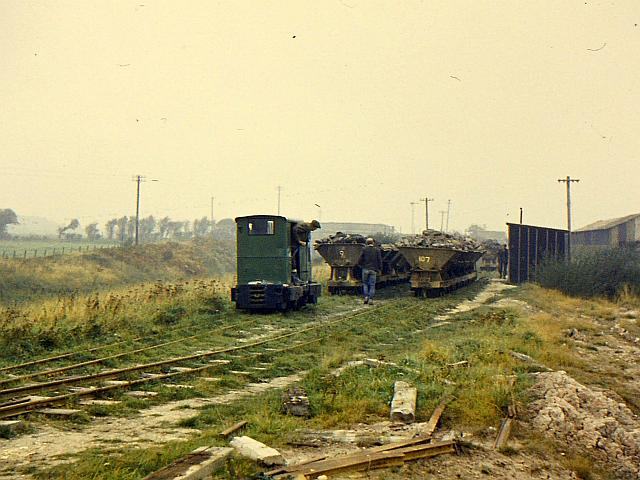
Schmalspur-Dieselloks der Fayles Tramway

- Middlebere Tramway, 1806 über eine Länge von 3,4 Meilen (5,5 km) mit einer Spurweite von 3 Fuß 9 Zoll (Einheit) (1,143 mm) eröffnet.[1][2]
- Newton Tramway, im Mai 1854 als Pferdebahn mit einer Spurweite von 3 Fuß (914 mm) eröffnet und später zu einer Dampf-Eisenbahn mit einer Spurweite von 3 Fuß 9 Zoll (1,143 mm) umgespurt.[3]
- Fayles Tramway, ab 1907 über 5¾  Meilen (9,25 km) mit einer Spurweite von 3 Fuß 9 Zoll (1,143 mm).

Darüber hinaus sammelt es Ausstellungsgegenstände zu Schiefer und Schiefergas, Purbecker Kalkstein, Lehm, Kalk und anderen Materialien sowie Öl.

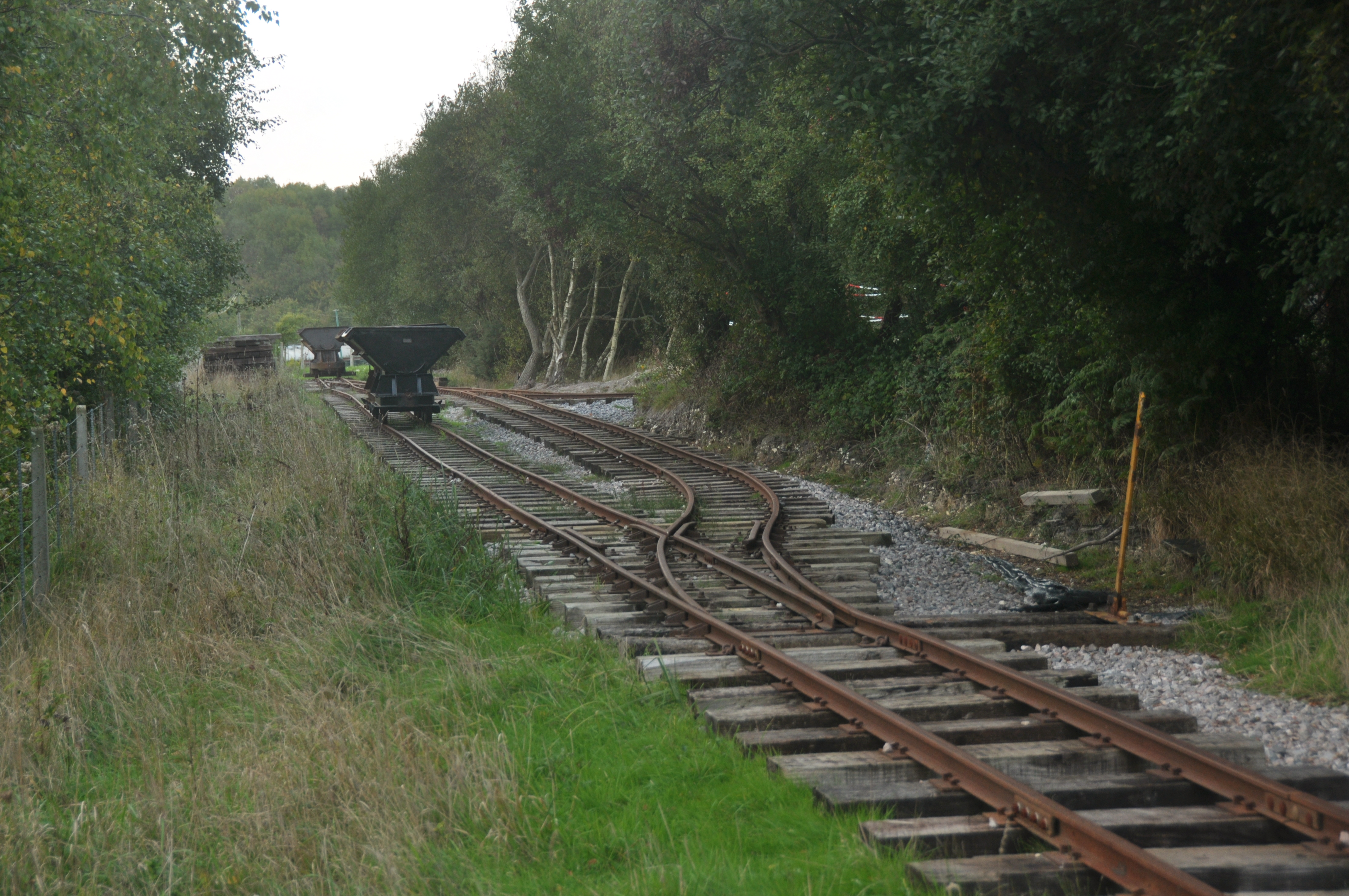
Rekonstruierte Gleise parallel zur Swanage Railway

Das Purbeck and Mineral and Mining Museum veröffentlichte 2014 zusammen mit dem ihm übergeordneten Swanage Railway Trust den Plan, das Museum an möglichst vielen Tagen zu öffnen und bisher unzugängliche Bereiche zugänglich zu machen. Als erster Schritt wurde die Ausstellung modernisiert und 2015 eine Seilwinde für den Betrieb mit Schüttgutwagen wieder in Betrieb genommen. Danach soll die Brücke restauriert werden und ein Gebäude für Secundus und den Wagen Nr. 28 errichtet werden, die zurzeit noch beim Bahnhof Corfe Castle eingelagert sind.

## Schienenfahrzeuge
Die Schienenfahrzeuge haben, falls nicht anders vermerkt, eine Spurweite von 2 Fuß (610 mm).

### Dampfloks
| Nummer und Name  | Antrieb | Achsfolge | Klasse                       | Bemerkungen | Foto |
| ---------------- | ------- | --------- | ---------------------------- | --- | ---- |
| 'Secundus'       | Dampf   | 0-4-0     | Bellis & Seekings Ltd 0-4-0  | 2 Fuß 8 Zoll (813 mm) Spurweite, nicht betriebsbereit, zurzeit in der Güterabfertigungshalle in Corfe Castle. |      |
| 'Emmet'          | Dampf   | 0-4-0     |                              | Betriebsbereit. Die erste funktionsfähige Schmalspur-Dampflokomotive in den Purbecks seit 1953, seit die Schmalspurbahnen von Pike Brothers Fayle & Company zu den Tongruben von Furzebrook gefahren waren. 'Emmet' wurde 2003 für den Einsatz auf der Moors Valley Railway gebaut bei Ashley Heath in Dorset gebaut. Sie ist nach einer Katze benannt, die an der Moors Valley Railway lebte. 'Emmet' wurde auf dem Fahrgestell einer deutschen Diesellokomotive aus den 1930er Jahren aufgebaut, die von 1940 bis 1970 Züge in einer Tonminenmine in Norden, in der Nähe von Corfe Castle, beförderte. |      |
| 542 'Cloister'   | Dampf   | 0-4-0     | Hunslet                      | Im Purbeck-Bergbaumuseum ausgestellt, aber nicht in Betrieb. 'Cloister' wurde 1891 von Hunslet in Leeds als Nr. 542 für den Dinorwic-Schiefersteinbruch gebaut. Sie wurde die Lokomotive 0-4-0 nach dem Grand-National-Gewinner von 1893 benannt, da der Steinbruchbesitzer ein begeisterter Pferderennsportler war. Die 1962 „pensionierte“ Lokomotive gehört dem Hampshire Narrow Gauge Railway Trust. |      |
| 283871 'Snapper' | Diesel  | 0-4-0     | 48DL Ruston & Hornsby Diesel | Betriebsbereit, aber mit renovierungsbedürftiger Karosserie. |      |
| 392117           | Diesel  | 0-4-0     | 48DL Ruston & Hornby Diesel  | Betriebsbereit, an das Museum verliehen. |      |

### Wagen
| Nummer | Typ                                                        | Bemerkungen                                              | Foto     |
| ------ | ---------------------------------------------------------- | -------------------------------------------------------- | -------- |
| -      | Untertage-Loren 1 Fuß 10 Zoll (559 mm)                     | 12 Stück, werden restauriert                             | Foto 39  |
| 28     | 2 ft 8in (813 mm), zweiachsiger Wagen                      | Gebaut für die Furzebrook Railway, renovierungsbedürftig |          |
| -      | Goathorn Flachwagen                                        | Betriebsbereit                                           | Foto 43  |
| -      | Zementmischer-Lore                                         | Renovierungsbedürftig                                    | Foto 44  |
| 140    | Hudson Kipper                                              | Wird verschrottet                                        |          |
| 16     | Hudson Kipper                                              | Renovierungsbedürftig                                    |          |
| 41     | Allens Kipper                                              | Renovierungsbedürftig                                    | Foto 46  |
| -      | Allens Kipper                                              | Wird renoviert                                           | Foto 47  |
| 31     | Flachwagen                                                 | Renovierungsbedürftig                                    | Foto 48  |
| 38     | Flachwagen                                                 | Renoviert                                                | Foto 49  |
| -      | Hudson Kipper-Chassis                                      | Renovierungsbedürftig                                    | Foto 50  |
| -      | Hudson Kipper-Chassis                                      | Renoviert                                                | Foto 51  |
| -      | Kleine Kippmulde                                           | Renovierungsbedürftig                                    | Foto 52  |
| -      | Schotterkipper mit querliegender Kippachse                 | Renovierungsbedürftig                                    | Foto 54  |
| -      | Wagen mit klappbaren Schlägen                              | Renoviert                                                | Foto 55  |
| -      | Hudson Kipper                                              | Wird renoviert                                           | Foto 56  |
| -      | Kleiner Kipper                                             | Renovierungsbedürftig                                    | Foto 58  |
| -      | Wagen mit breitem Chassis                                  | Renovierungsbedürftig                                    | Foto 59  |
| -      | Wagen mit breitem Chassis                                  | Renovierungsbedürftig                                    | Foto 60  |
| -      | Wagen mit breitem Chassis                                  | Renovierungsbedürftig                                    | Foto 61  |
| -      | Ehemaliger RN Trecwn Explosive Wagen (als PW Van umgebaut) | Renoviert                                                | Foto 153 |
| -      | Hudson Kipper                                              | Renovierungsbedürftig                                    | Foto 110 |
| -      | Lister Drehgestell-Flachwagen                              | Renovierungsbedürftig                                    | Foto 194 |
| -      | Personenwagen mit 8 Sitzplätzen                            | Renoviert                                                | Foto 152 |
| -      | Personenwagen mit 12 Sitzplätzen                           | Renoviert                                                | Foto 63  |